# Punta Barros
Punta Barros är en udde i Antarktis. Den ligger på Deception Island i Sydshetlandsöarna. Argentina, Chile och Storbritannien gör anspråk på området.
Terrängen inåt land är huvudsakligen kuperad, men åt nordväst är den platt. Havet är nära Punta Barros åt nordväst. Trakten är glest befolkad. Närmaste befolkade plats är Gabriel de Castilla Spanish Antarctic Station, 5,6 kilometer sydväst om Punta Barros.